# Шапель (Царское Село)
Шапе́ль (от фр. chapelle — часовня) — павильон в Александровском парке Пушкина, построенный в 1825—1828 гг. архитектором Адамом Адамовичем Менеласом.

## История
При постройке были использованы стены старого люстгауза, возведённого в XVIII веке.
Павильон Шапель находится на окраине Александровского парка и представляет собой искусственную руину в готическом стиле. Одна квадратная башня соединяется широкой аркой с другой (восточной), полуразрушенной башней. В окнах Шапели были установлены разноцветные витражи, подчёркивающие готический стиль и изображающие сцены из Библии. Западная башня декорирована по углам готическими контрфорсами, у неё высокая шатровая кровля. На открытую террасу ведёт узкая каменная лестница, оттуда есть вход внутрь башни, в небольшое высокое помещение наподобие часовни или капеллы с готическим сводом.

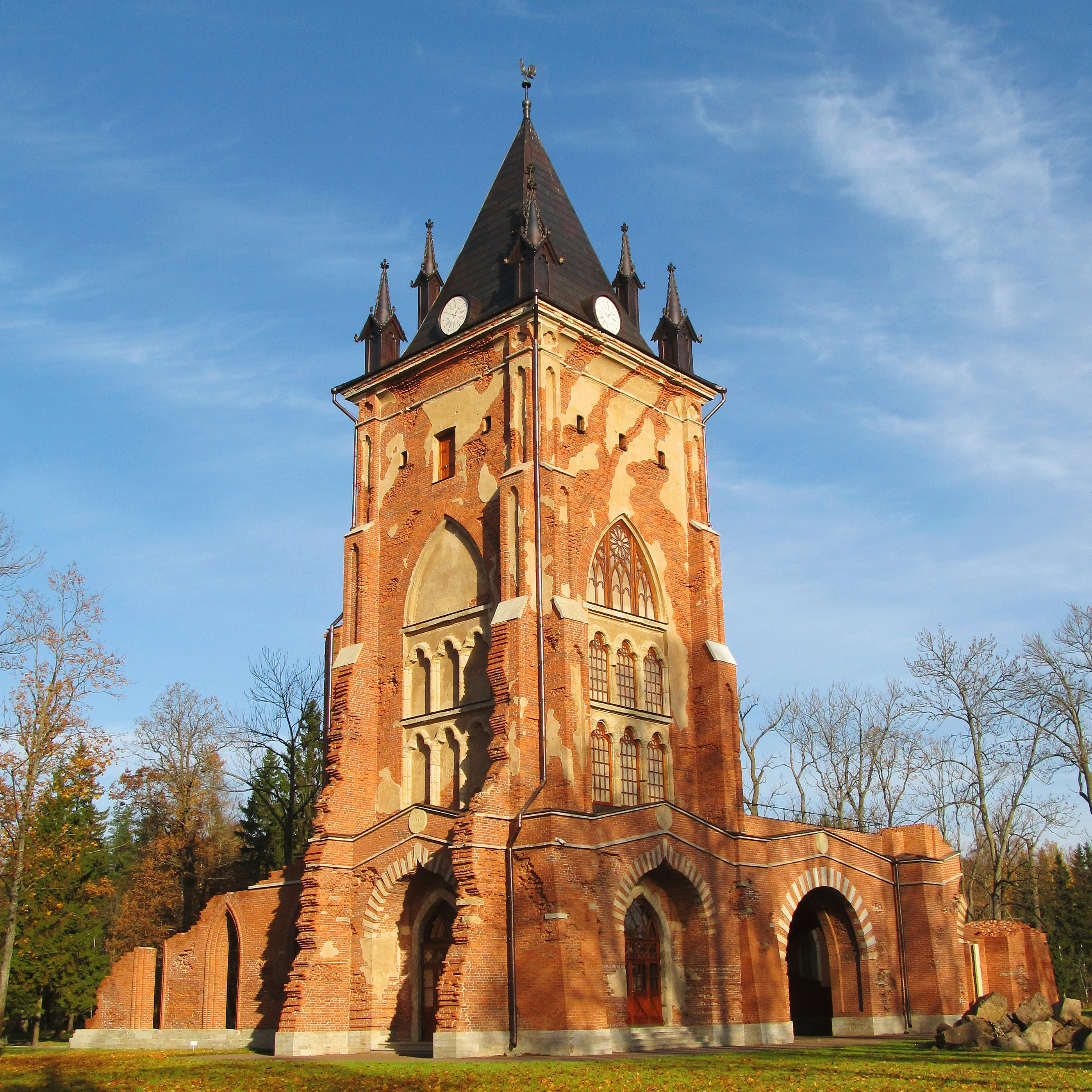
Шапель после реставрации

Внутри павильона находились фигуры ангелов, выполненные скульптором В. И. Демут-Малиновским, статуя Христа из белого мрамора (сейчас — в собрании Государственного Эрмитажа) немецкого скульптора Иоганна-Генриха фон Даннекера.
После революции павильон временно был открыт для посещения, но был закрыт в связи с низким интересом посетителей. В 1931—1941 годы использовался как жилые помещения. В Великую Отечественную войну в бывшей «комнате часов» в чердачном помещении были установлены зенитные орудия, над ними сняли часть кровли; во время оккупации здание использовалось как наблюдательный пункт.
В 1950—1951 годы павильон был законсервирован, кровля отремонтирована. Первый проект реставрации 1953 года не был реализован, проект 1963 года предполагал использование павильона как кафе-мороженого, к 1966 году нижний этаж, вероятно, всё ещё был жилым. Ещё один нереализованный проект реставрации обсуждался и не был реализован в 1987 году.
В 2011—2018 гг. были выполнены подготовительные и ремонтно-реставрационные работы. При этом в нижнем ярусе павильона и в боковых пристройках значительная часть внешней кирпичной кладки, возможно пригодная для реставрации, была заменена новым, искусственно состаренным кирпичом. Тем самым часть подлинного памятника была утрачена. Была ли эта мера необходимой — на сайте музея-заповедника не указано. Верхние части стен над проезжей аркой, сложенные из нового кирпича, получили упрощенную, сглаженную форму, в отличие от подлинника. Местами был изменён рисунок «полуразрушенной» кладки. Фрагменты декоративной штукатурки поверх новой кладки не восстанавливались вовсе. Эти и другие недочёты не соответствуют критериям научной реставрации, так как искажают облик памятника. 14 сентября 2018 года объявлено о завершении реставрации и открытии с 15 сентября 2018 года павильона Шапель для посетителей.